# 도운 (신)
도운(塗惲, ? ~ ?)은 신나라의 유학자로, 자는 자진(子眞)이며 우부풍 평릉현(平陵縣) 사람이다.

## 행적
서오의 밑에서 수학하였고, 신나라 때 왕황과 함께 예우받았다.
제자로 상흠이 있었고, 또 가규에게 《고문상서》를 전수하였다.

## 출전
- 반고, 《한서》 권88 유림전